# Nesoptilotis
Genre
Synonymes
- genre Lichenostomus Cabanis, 1851[2]
- Bolemoreus Nyári & Joseph, 2011[2]
- Broadbentia Mathews, 1913[2]
- Caligavis Iredale, 1956[2]
- Gavicalis Schodde & Mason, 1999[2]
- Lophoptilotis Mathews, 1912[2]
- Nesoptilotis Mathews, 1913[2]
- Paraptilotis Mathews, 1912[2]
- Ptilotula Mathews, 1912[2]
- Sacramela Mathews, 1914[2]
- Stomiopara Bonaparte, 1854[2]
- Lichenostomus chrysops (Latham, 1802)[2]
- Lichenostomus cratitius (Gould, 1841)[2]
- Lichenostomus fasciogularis (Gould, 1854)[2]
- Lichenostomus flavescens (Gould, 1840)[2]
- Lichenostomus flavicollis (Vieillot, 1817)[2]
- Lichenostomus flavus (Gould, 1843)[2]
- Lichenostomus frenatus (Ramsay, 1875)[2]
- Lichenostomus fuscus (Gould, 1837)[2]
- Lichenostomus hindwoodi (Longmore & Boles, 1983)[2]
- Lichenostomus keartlandi (North, 1895)[2]
- Lichenostomus leucotis (Latham, 1802)[2]
- Lichenostomus melanops (Latham, 1802)[2]
- Lichenostomus obscurus (De Vis, 1897)[2]
- Lichenostomus ornatus (Gould, 1838)[2]
- Lichenostomus penicillatus (Gould, 1837)[2]
- Lichenostomus plumulus (Gould, 1841)[2]
- Lichenostomus subfrenatus (Salvadori, 1876)[2]
- Lichenostomus unicolor (Gould, 1843)[2]
- Lichenostomus versicolor (Gould, 1843)[2]
- Lichenostomus virescens (Vieillot, 1817)[2]
- Lichenostomus Cabanis, 1851[2]
- Ptilotula Mathews, 1912[2]
- Stomiopera Reichenbach, 1852[2]
- Bolemoreus Nyári & Joseph, 2011[2]
- Caligavis Iredale, 1956[2]
- Gavicalis Schodde & Mason, 1999[2]
- Nesoptilotis Mathews, 1913[2]
- Lichenostomus Cabanis, 1851[2]

Nesoptilotis est un genre de passereaux de la famille des Meliphagidae.

## Liste des espèces
Selon la classification de référence du Congrès ornithologique international (version 6.4, 2016) :
- Nesoptilotis flavicollis (Vieillot, 1817) - Méliphage à gorge jaune
- Nesoptilotis leucotis (Latham, 1801) - Méliphage leucotique
  - Nesoptilotis leucotis leucotis (Latham, 1801)
  - Nesoptilotis leucotis novaenorciae (Milligan, 1904)
  - Nesoptilotis leucotis thomasi (Mathews, 1912)